# OXR1
OXR1‏ (Oxidation resistance 1) هوَ بروتين يُشَفر بواسطة جين OXR1 في الإنسان.